# Parahormius albipes
Parahormius albipes är en stekelart som först beskrevs av William Harris Ashmead 1906.  Parahormius albipes ingår i släktet Parahormius och familjen bracksteklar. Inga underarter finns listade i Catalogue of Life.